# The Champs
The Champs er en instrumental rock-gruppe fra USA.

## Diskografi
- Go champs go (1958)
- Everybody's rockin' (1958)